# Badeshi
Le badeshi est une langue indo-iranienne non classée parlée dans le nord du Pakistan. C'est une langue en danger critique d’extinction. En 2018, la BBC a trouvé trois hommes qui parlaient encore Badeshi,.
Le linguiste Muhammad Zaman Sagar, lié au Forum for Language Initiative, a étudié le Badeshi, mais au terme de ses deux années de recherche, il n'a recueilli qu'environ une centaine de mots. En juillet 2007, il s'est à nouveau rendu dans la vallée de Bishigram et a passé quelques jours avec les habitants du village. Des efforts sont déployés, par le linguiste Zubair Torwali, pour conserver une trace de la langue. Torwali a émis l'hypothèse que le Badeshi pourrait être lié aux langues Yidgha ou Wakhi.

## Usage
En 2018, la BBC a trouvé trois hommes âgés (Said Gul, Ali Sher et Rahim Gul) qui parlaient encore le badeshi dans la vallée de Bishigram, au nord du Pakistan. Les trois hommes ont affirmé que la langue étaient par le passé parlée par « neuf ou dix familles » dans leur village, mais que la langue torwali avait pris le dessus avec l'arrivée de femmes d'autres régions. Ces hommes ont également travaillé dans des zones touristiques de la vallée de Swat, où ils parlaient pachtoune. Quelques phrase en Badeshi ont été prononcées par les hommes pendant leur rencontre avec les journalistes de la BBC. Parmi elles :
- Meen naao Rahim Gul thi. - Mon nom est Rahim Gul.
- Meen Badeshi jibe aasa. - Je parle le Badeshi.
- Theen haal khale thi? - Comment allez vous ?
- May grot khekti. - J'ai mangé.
- Ishu kaale heem kam ikthi. - Il ne neige pas beaucoup cette année.